# 15e cérémonie des American Film Institute Awards
La 15e cérémonie des American Film Institute Awards (AFI Awards), décernés par l'American Film Institute, a eu lieu le 8 décembre 2014, et a récompensé les onze meilleurs films et les dix meilleures séries télévisées diffusées dans l'année,.

## Palmarès

### Cinéma
- American Sniper
- Birdman
- Boyhood
- Foxcatcher
- Imitation Game (The Imitation Game)
- Interstellar
- Into the Woods
- Night Call (Nightcrawler)
- Selma
- Invincible (Unbroken)
- Whiplash

### Télévision
- The Americans
- Fargo
- Game of Thrones
- How to Get Away with Murder
- Jane the Virgin
- The Knick
- Mad Men
- Orange Is the New Black
- Silicon Valley
- Transparent